# Шульценхайм, Ида фон
Ида Элеонора Давида фон Шульценхайм (швед. Ida Eléonora Davida von Schulzenheim; 1859—1940) — шведская художница. В её творчестве преобладали картины с изображением животных.

## Биография

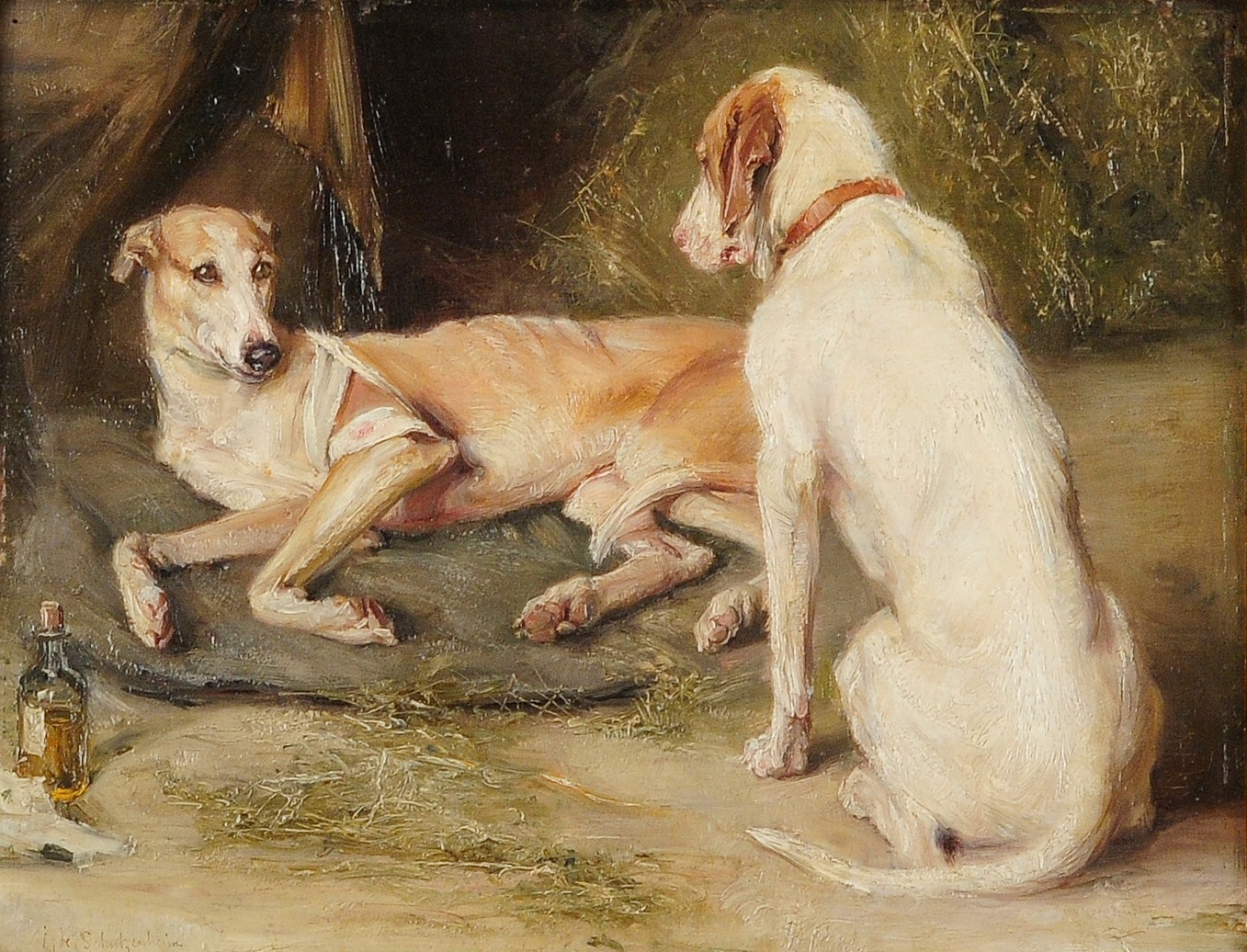
Собаки

Ида фон Шульценхайм родилась 8 января 1859 года в Стора-Скедви в семье землевладельца барона Давида Т. фон Шульценхайма и Иды Софии Седерборг. Она училась в Шведской королевской академии художеств, а с 1888 года в Париже под началом художников Жюльена Дюпре, Жюля Лефевра и Жан-Жозефа Бенжамен-Констана. Ида фон Шульценхайм была удостоена почётного упоминания на Всемирной выставке в Париже в 1889 году, серебряной медали в Амьене в 1890 году, золотой медали в Стокгольме в 1891 году и почётного упоминания на выставке в Париже в 1892 году.
Фон Шульценхайм демонстрировала свои работы во Дворце изящных искусств в Чикаго (Иллинойс) во время Всемирной выставки 1893 года.
Фон Шульценхайм стала основательницей Общества шведских художниц (швед. Föreningen Svenska Konstnärinnor) в 1910 году. Она также занимала должность его первого председателя. Ида основала эту организацию для того, чтобы женщины-художники, которым часто уделялось не так много внимания, как их коллегам-мужчинам, имели больше возможностей стать известными и ценимыми за свое искусство, а не привлекать внимание к своему полу как таковому: «Вы же не думаете, что мы, женщины-художники, хотели бы стать известными только потому, что мы женщины? Я имею в виду, захотели бы мы выставляться сами, если бы мы не были вынуждены это делать?»
Ида фон Шульценхайм была удостоена медали Литературы и искусств в 1927 году. Она умерла 24 апреля 1940 года в Стокгольме.